# Super Reds FC
O Super Reds Football Club foi um clube de futebol sul-coreano que competiu na S.League

## História
O clube foi fundado em 2007 e foi dissolvido em 2009. Foi criado como Korean Super Reds FC, mas acabou adotando o nome Super Reds. O clube foi uma forma de agregar a comunidade coreana local, e para jogadores de nacionalidade sul ou norte-coreana.